# 劳厄嫩
劳厄嫩（德語：Lauenen）是瑞士的城鎮，位於該國中西部，由伯恩州負責管轄，面積58.73平方公里，四成土地是農業用地，海拔高度1,252米，2011年人口806，人口密度每平方公里14人。

## 外部連結
- Website about Lake Lauenen region, including pictures and routes （德文）